# Čynadijovo
Čynadijovo (ukrajinsky Чинадійово, rusínsky Чинадьово, maďarsky Szentmiklós, dříve Beregszentmiklós nebo Szolyvaszentmiklós, rusky Чинадиево, Činadijevo, česky též Čiňaďovonebo Činadievo) je městys (ukrajinsky selyšče) ležící v Zakarpatské oblasti mezi městy Mukačevo a Svaljava, v údolí řeky Latorici. Spadá pod okres Mukačevo. V roce 2025 mělo  6822 оbyvatel; celá obec měla 7257 obyvatel. Je zde centrum Čynadijevské vesnické komunity (hromady).
Ve městě převládá dřevozpracující průmysl. Je zde železniční stanice na hlavní trati Lvov – Stryj – Čop, kde zastavují příměstské vlaky Mukačevo – Lavočne. Prochází tudy také ukrajinská dálnice M06, která je součástí evropské silnice E50.

## Části obce
- Čynadijovo
- Karpaty
- Synjak[3]

## Historie
První písemná zmínka o městě pochází z roku 1336. V minulosti město patřilo Rakousku-Uhersku, od jeho rozpadu v roce 1918  až do roku
1938 bylo součástí Československa v rámci Podkarpatské Rusi. V roce 1944 bylo město s okolím připojeno k Ukrajinské SSR.

## Církevní stavby
- V roce 1928 koupil kupec Šebela dřevěný kostelík Sv. Prokopa a Barbory z přilehlé vesnice Hliňance a nechal ho posléze rozebrat, převézt do Kunčic pod Ondřejníkem a tam v témž roce znovu postavit, kde je k vidění dodnes, včetně nádherného ikonostasu.
- Řeckokatolický kostel sv. Ilji z přelomu 19. a 20. století.[5]
- Kostel s. Mikuláše Divotvorce založený v 15. století; kostel byl zprvu římskokatolický, později řeckokatolický a pak pravoslavný.[5]
- Klášter Počajivské ikony Matky Boží – mužský klášter Mukačevské diecéze Ukrajinské pravoslavné církve.[6]

## Pamětihodnosti
- Zámek z 15. století.[5]
- V blízké vsi Karpaty je zámek ze 16. století, který dříve patřil rodu Schönbornů.[1][7]

## Externí odkazy

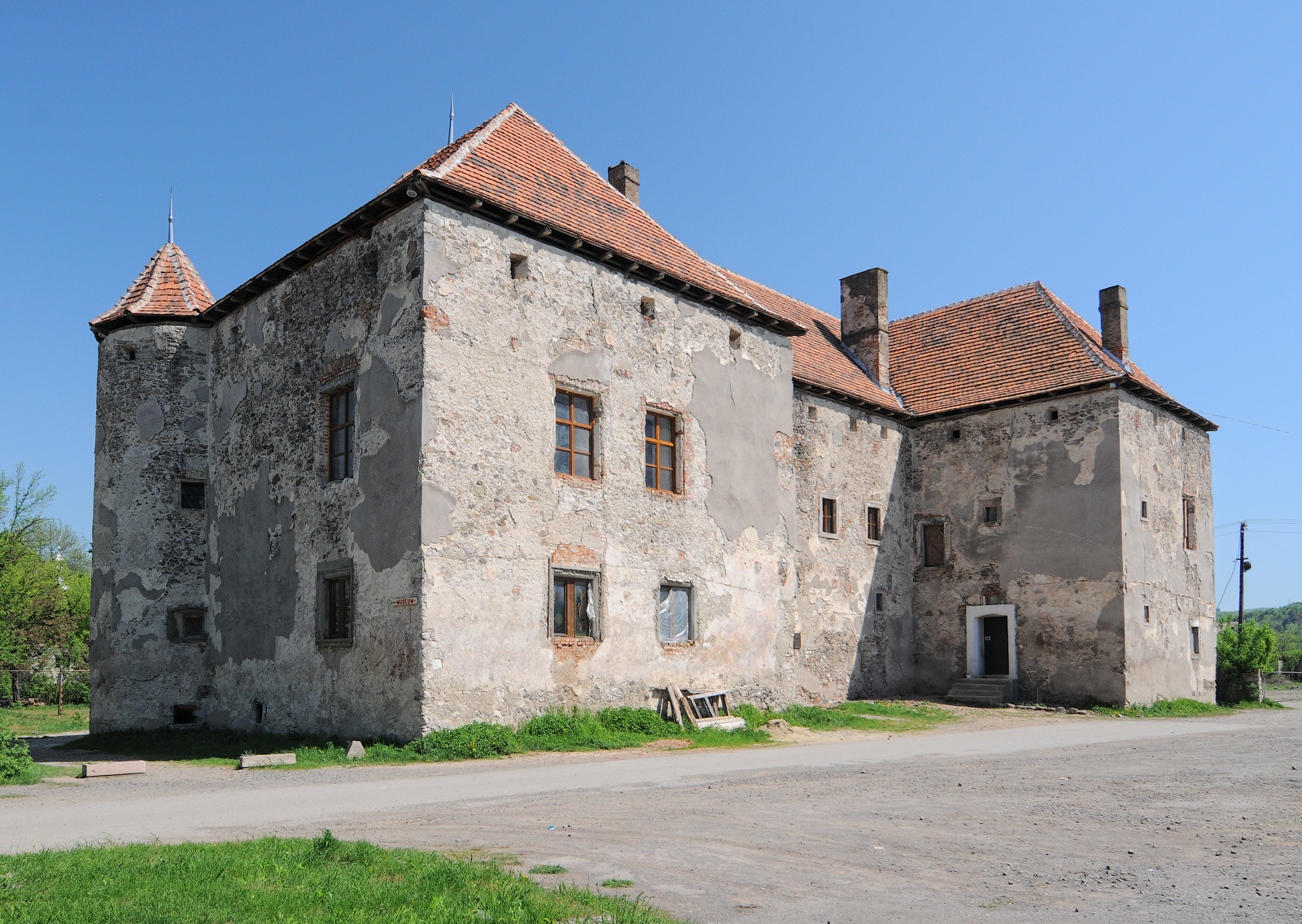
Zámek v Čynadijovu